# Victoria Hudson
Victoria Hudson (28 maggio 1996) è una giavellottista austriaca.

## Palmarès
| Anno | Manifestazione   | Sede       | Evento                 | Risultato | Prestazione | Note  |
| ---- | ---------------- | ---------- | ---------------------- | --------- | ----------- | ----- |
| 2013 | Mondiali allievi | Donec'k    | Lancio del giavellotto | 30ª (q)   | 44,53 m     |       |
| 2015 | Europei juniores | Eskilstuna | Lancio del giavellotto | 7ª        | 52,68 m     |       |
| 2017 | Europei U23      | Bydgoszcz  | Lancio del giavellotto | 23ª (q)   | 46,57 m     |       |
| 2017 | Universiadi      | Taipei     | Lancio del giavellotto | 22ª (q)   | 49,35 m     |       |
| 2019 | Universiadi      | Napoli     | Lancio del giavellotto | 7ª        | 56,80 m     |       |
| 2019 | Mondiali         | Doha       | Lancio del giavellotto | 31ª (q)   | 52,51 m     |       |
| 2021 | Giochi olimpici  | Tokyo      | Lancio del giavellotto | 22ª (q)   | 58,60 m     |       |
| 2022 | Mondiali         | Eugene     | Lancio del giavellotto | 23ª (q)   | 54,05 m     |       |
| 2022 | Europei          | Monaco     | Lancio del giavellotto | 10ª       | 56,07 m     |       |
| 2023 | Giochi europei   | Chorzów    | Lancio del giavellotto | Bronzo    | 60,27 m     | [ 1 ] |
| 2023 | Mondiali         | Budapest   | Lancio del giavellotto | 5ª        | 62,92 m     |       |
| 2024 | Europei          | Roma       | Lancio del giavellotto | Oro       | 64,62 m     |       |
| 2024 | Giochi olimpici  | Parigi     | Lancio del giavellotto | 20ª (q)   | 59,69 m     |       |

## Altre competizioni internazionali
2022
- Argento in Coppa Europa di lanci ( Leiria), lancio del giavellotto - 57,64 m